# Los grandes éxitos de Leonardo Favio
Los grandes éxitos de Leonardo Favio es el undécimo álbum y segundo recopilatorio del cantante argentino Leonardo Favio. Fue publicado en 1978 bajo el sello discográfico de CBS Argentina. Forma parte de la lista de los 100 discos que debes tener antes del fin del mundo, publicada en 2012 por Sony Music.

## Lista de canciones
| Año de publicación | Álbum                                | Discográfica  | Lista de canciones |
| 1978               | Los grandes éxitos de Leonardo Favio | CBS Argentina | 1. O quizás simplemente le regale una rosa 2. Fuiste mía un verano 3. Quiero aprender de memoria 4. Anny 5. Para saber como es la soledad (Tema de Pototo) 6. Ella...ella ya me olvido (Yo la recuerdo ahora) 7. Ding dong, ding dong estas cosas del amor 8. Ni el clavel ni la rosa 9. Mi tristeza es mía y nada más 10. Hoy no quiero cantar |

- Datos: Q21007253